# Eutettix acutus
Eutettix acutus är en insektsart som beskrevs av Hepner 1942. Eutettix acutus ingår i släktet Eutettix och familjen dvärgstritar. Inga underarter finns listade i Catalogue of Life.